# استان ذمار
ذمار  (به عربی:  محافظة ذمار ) نام استانی در کشور یمن در شبه جزیره عربستان است. اکثریت جمعیت ذمار از فرقه زیدی هستند و برخی از اهل سنت در مناطق وصاب و عتمة وجود دارند.

## وجه تسمیه
در مورد وجه تسمیت شهرستان ذمار روایت کنندگان عرب مختلف القول اند، در حالیکه مورخ الحجری می‌گوید: «ذمار بن یحصب ابن دهمان بن سعید بن عدی بن مالک بن سدد ابن حمیر الأصغر» شهر ذمار را بنیادگذاری نموده‌است، اما در مقابل مورخ و تاریخ‌نویس یمنی سده دوازدهم شرف الدین می‌گوید که: «ذمار بن علی یهمر پادشاه سبا و ذوریدان (۱۵_ ۳۵م)» که پیکر سنگی وی در موزه ملی صنعا موجود است این شهر را بنا نهاده‌است. و به دلیل وجود نام «ثارن» پسر ذمار پادشاه سبا و ذوریدان در بعضی از حجاری‌های مناره مسجد تاریخی ذمار. در این مورد مورخ می‌گوید: بنابراین می‌توانیم تأکید کنیم که شهر ذمار در اوائل قرن اول میلادی ساخته شده‌است و در اواخر قرن چهارم میلادی ویران شده‌است. اما به دلیل موقعیت خاص و تجارتی و زراعتی ذمار، این شهر دوباره می‌تواند روی پا بایستد و دوباره آباد گردد.

## پیشینهٔ تاریخی ذمار

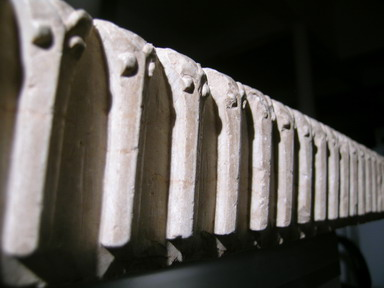

مورخین و تاریخ نویسان برآن باورند که ذمار  شهری بسیار قدیمی بوده‌است، و همانطور که از سنگ نبشته‌های موجود نشان می‌دهد تاریخ ذمار  به دوران قرن اول میلاد بر می‌گردد. و براساس این سنگ نبشته‌ها ذمار در حدود ۳۰۰ سال از ظفار و هکر قدیمی تر است، و شهری آباد و پررونق بوده‌است در آن دوران. اما این شهر زیبا در قرون چهارم و پنجم میلادی به تصرف اشغالگران اَحباش می‌افتد و ویران می‌گردد.  

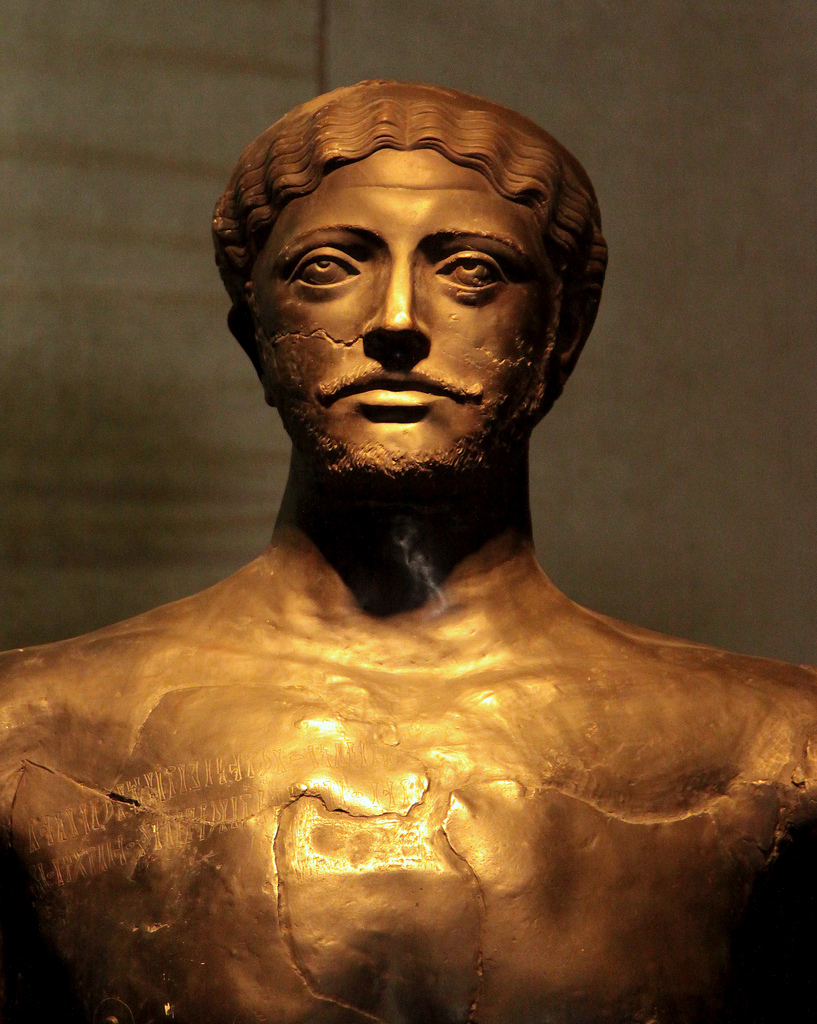
ذمارعلی حبور ای

## ذمار در دوران اسلام

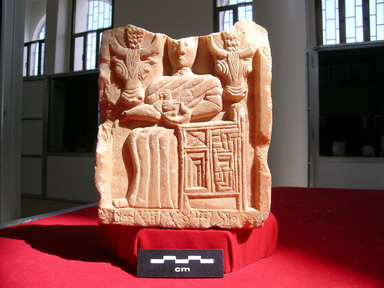

در دوران اسلام شهر ذمار یکی از منابر مهم شعاع ونور و علوم دینی واجتماعی می‌گردد ویکی از سومین مراکز و مدارس نور اسلام بوده‌است در یمن بعد از شهر صنعا و شهر صعدة.
همچنین مسجد جامع بزرگ ذمار که یکی از قدیمی‌ترین مساجد کشور یمن است تاریخ بنای آن به دوران خلیفه ابوبکر بر می‌گردد. آثار گوناگونی از دوران ملوک پیشین یمن نیز در این استان وجود دارد.

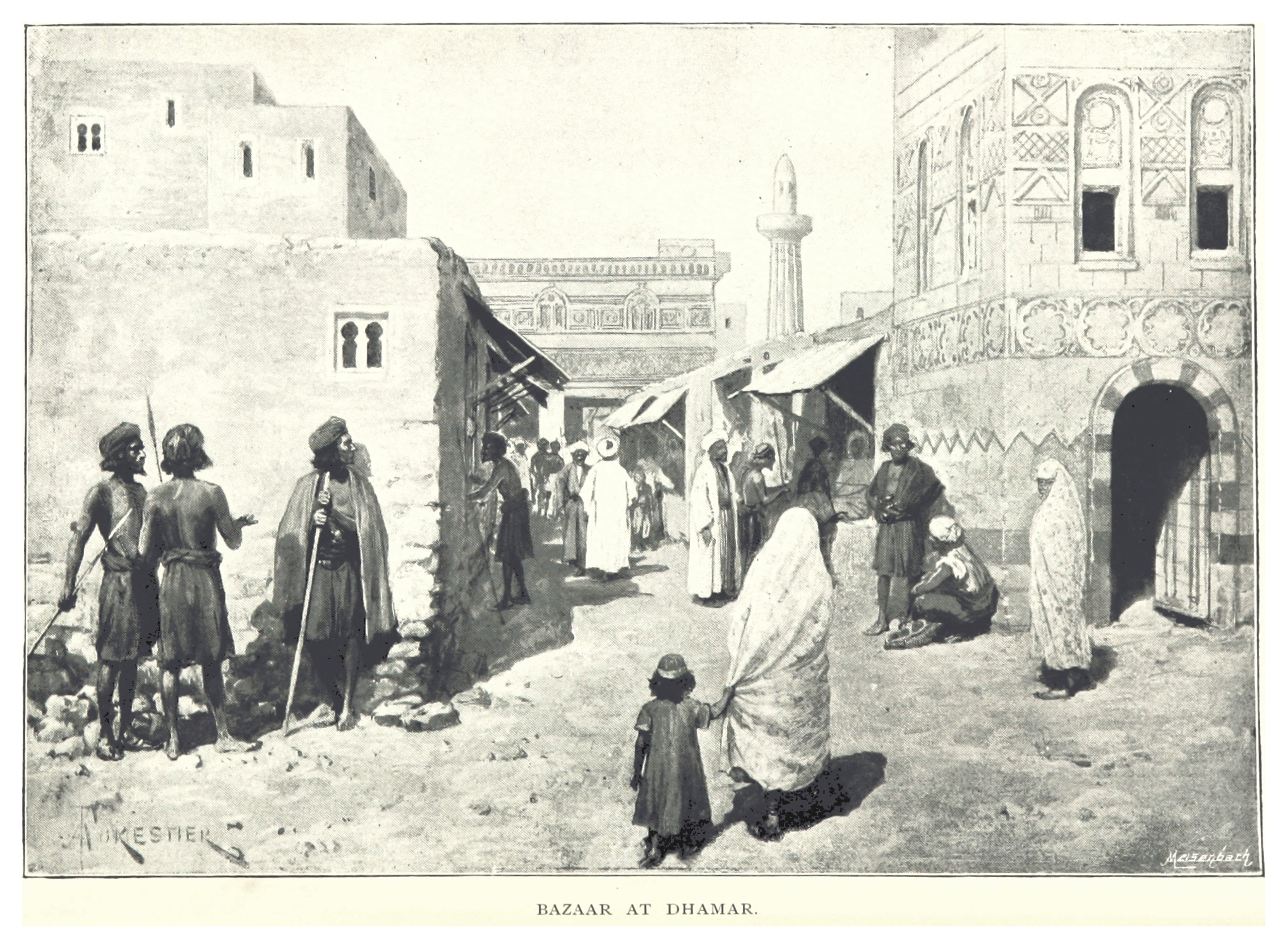
بازار در دهمار. مصور و غیره توسط والتر برتون هریس

## جغرافیا
استان ذمار در فاصلهٔ ۹۹ کیلومتری شهر صنعا پایتخت یمن واقع شده‌است و ارتفاعش از سطح دریا در حدود ۲۳۰۰ متر می‌باشد.

## شهرستان ها
امروزه استان ذمار یکی از مراکز مهم کشور یمن است، این استان شامل نقاط متعدی است که مهم‌ترین آن‌ها عبارتنداز: صوران
- شهرستان الحداء
- شهرستان المنار
- شهرستان عنس
- شهرستان داوران آنس
- شهرستان ذمار
- شهرستان جبل آش شرق
- شهرستان معبر جهران
- شهرستان مغرب و ولسوالی
- شهرستان میفاعات آنس
- شهرستان عتمه
- شهرستان وصاب العالی
- شهرستان وصاب دهستان